# Hosakote, Gauribidanur
Hosakote là một làng thuộc tehsil Gauribidanur, huyện Chikkaballapur, bang Karnataka, Ấn Độ.